# Пірофосфатаза-1
Пірофосфатаза-1 (англ. Pyrophosphatase (inorganic) 1) – білок, який кодується геном PPA1, розташованим у людей на короткому плечі 10-ї хромосоми. Довжина поліпептидного ланцюга білка становить 289 амінокислот, а молекулярна маса — 32 660.
| 10         |  | 20         |  | 30         |  | 40         |  | 50         |
| ---------- |  | ---------- |  | ---------- |  | ---------- |  | ---------- |
| MSGFSTEERA |  | APFSLEYRVF |  | LKNEKGQYIS |  | PFHDIPIYAD |  | KDVFHMVVEV |
| PRWSNAKMEI |  | ATKDPLNPIK |  | QDVKKGKLRY |  | VANLFPYKGY |  | IWNYGAIPQT |
| WEDPGHNDKH |  | TGCCGDNDPI |  | DVCEIGSKVC |  | ARGEIIGVKV |  | LGILAMIDEG |
| ETDWKVIAIN |  | VDDPDAANYN |  | DINDVKRLKP |  | GYLEATVDWF |  | RRYKVPDGKP |
| ENEFAFNAEF |  | KDKDFAIDII |  | KSTHDHWKAL |  | VTKKTNGKGI |  | SCMNTTLSES |
| PFKCDPDAAR |  | AIVDALPPPC |  | ESACTVPTDV |  | DKWFHHQKN  |  |            |

A: Аланін

C: Цистеїн

D: Аспарагінова кислота

E: Глутамінова кислота

F: Фенілаланін

G: Гліцин

H: Гістидин

I: Ізолейцин

K: Лізин

L: Лейцин

M: Метіонін

N: Аспарагін

P: Пролін

Q: Глутамін

R: Аргінін

S: Серин

T: Треонін

V: Валін

W: Триптофан

Цей білок за функцією належить до гідролаз. 
Білок має сайт для зв'язування з іонами металів, іоном магнію. 
Локалізований у цитоплазмі.